# Club Deportivo Atlético Marte
El Club Deportivo Atlético Marte Quezaltepeque és un club salvadorenc de futbol de la ciutat de San Salvador.

## Història
El club va ser fundat el 22 d'abril de 1950 amb el nom de C.D. Atlético Marte per iniciativa de les Forces Armades, tot i que té les arrels en un club fundat el 1930 anomenat C.D. Alacranes. L'aparició del nou club també coincidí amb la desaparició del Libertad F.C., del quan n'absorbí els jugadors i tècnics. El club es va anomenar C.D. Arabe Marte i C.D. Atlético Marte Quezaltepeque des de la temporada 2006-07 en traslladar-se a la ciutat de Quezaltepeque. A l'equip han jugat figures del futbol del país com Luis Ramírez Zapata i Norberto Huezo.
Els colors originals de club foren camisa crema i pantaló ocre. L'any 1959 canvià els colors als blaus i blancs.

## Palmarès
- Lliga salvadorenca de futbol: 8
  - 1955, 1956, 1957, 1969, 1970, 1980-81, 1982, 1985
- Segona divisió salvadorenca de futbol: 1
  - 2008 Apertura
- Recopa de la CONCACAF: 1
  - 1991